# Hatfield Township (comté de Montgomery, Pennsylvanie)
Pour les articles homonymes, voir Hatfield Township.
Hatfield Township est un township du comté de Montgomery, en Pennsylvanie, aux États-Unis.